# Erminia Mazzoni

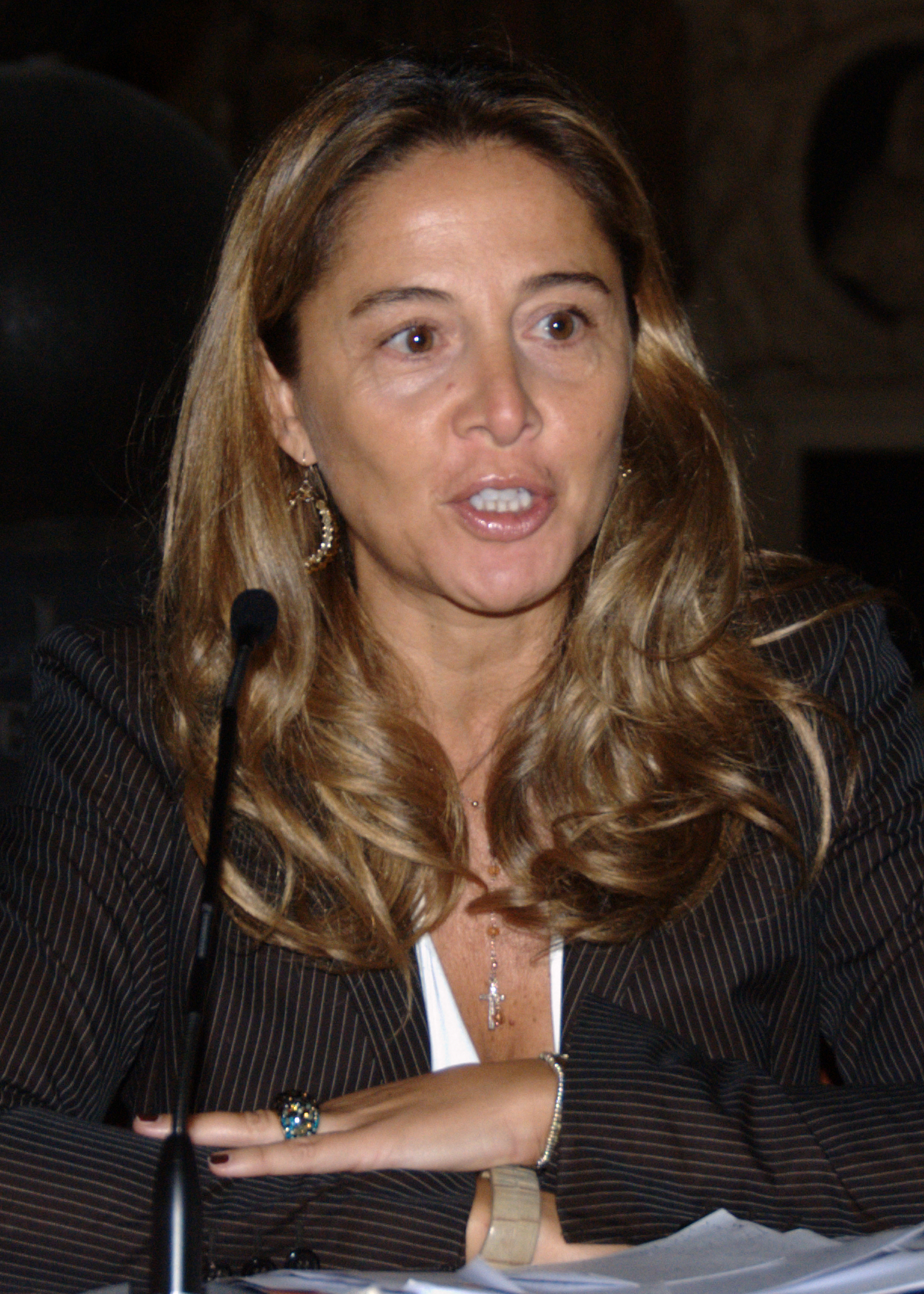
Erminia Mazzoni 2010

Erminia Mazzoni (* 28. April 1965 in Neapel) ist eine italienische Politikerin der konservativen Partei Popolo della Libertà (PdL) und Mitglied des Europäischen Parlaments.
Nach einem Hochschulabschluss in Jura an der Universität La Sapienza in Rom arbeitete Mazzoni zunächst als Anwältin. Außerdem schloss sie ein Zweitstudium in Übersetzen und Dolmetschen ab und absolvierte einen Kurs zur parlamentarischen Übersetzerin in englischer und deutscher Sprache.
Von 1995 bis 2000 war Mazzoni Regionalabgeordnete in Kampanien für die christdemokratische Partei Unione dei Democratici Cristiani e Democratici di Centro (UDC), die 2008 in der Unione di Centro aufging. Innerhalb der UDC gehörte sie dem Centro Cristiano Democratico (CCD) an. Von 2001 bis 2008 gehörte sie dem italienischen Parlament an, wo sie ab 2006 Vorsitzende des Justizausschusses war. Ab 2002 gehörte sie dem Parteivorsitz der UDC an, von 2005 bis 2007 war sie stellvertretende Parteichefin. Von 2004 bis 2007 war sie außerdem justizpolitische Sprecherin ihrer Partei.
Im Februar 2009 verließ Mazzoni die UDC, um sich zwei Monate später der konservativen Partei Popolo della Libertà anzuschließen. Bei der Europawahl in Italien 2009 trat sie auf deren Liste an und wurde ins Europäische Parlament gewählt. Hier ist sie Vorsitzende im Petitionsausschuss und gehört außerdem dem
Ausschuss für regionale Entwicklung an.